# Franz Exner (jurist)
Franz Exner, född 9 augusti 1881, död 1 oktober 1947, var en österrikisk straffrättslärare. Han var son till Adolf Exner.
Exner blev professor i Czernowitz 1912, 1916 i Prag, 1919 i Tübingen och 1921 i Leipzig. Bland Exners verk märks Das Wesen der Fahrlässigkeit (1910) och Theorie der Sicherungsmittel (1914). Vid Nürnbergprocessen 1945–1946 försvarade han med assistans av Hermann Jahrreiss generalöverste Alfred Jodl.